# Julia Sereda
Julia Sereda (ur. 4 października 2002 w Warszawie) – polska sportsmenka, taekwondzistka i piosenkarka. Medalistka wszystkich kategorii wiekowych mistrzostw Polski, zawodniczka kadry narodowej taekwondo olimpijskiego. Reprezentuje klub AZS-AWF Warszawa.

## Życiorys

### Sport
W 2013 roku rozpoczęła treningi taekwondo olimpijskiego pod okiem trenera Piotra Pazińskiego w Szkole Podstawowej im. Henryka Sienkiewicza w Starych Babicach. W 2015 roku przeniosła treningi do klubu AZS-AWF Warszawa, jej trenerem został Michał Łoniewski. W 2016 roku w wieku 14 lat zdobyła swój pierwszy tytuł mistrzyni Polski. Powtórzyła ten wyczyn w kolejnych latach, zdobywając medale w turniejach międzynarodowych, w tym brązowy medal mistrzostw Europy juniorów (2017). W latach 2018/2019 została kadrowiczką 10. edycji Sportowej Akademii Veolii. W 2018 zdobyła brązowy medal mistrzostw Polski seniorów. W 2019 roku otrzymała wyróżnienie Nadzieja Olimpijska Roku w XIX Plebiscycie na Najlepszych Sportowców Warszawy w 2018. W 2020 roku została młodzieżową mistrzynią Polski, dołączając w 2021 roku do kadry narodowej seniorów taekwondo olimpijskiego.

### Muzyka
W 2015, wraz z ukończeniem szkoły podstawowej, ukończyła również szkołę muzyczną I stopnia. W 2018 rozpoczęła naukę w Liceum Filmowym przy Wyższej Szkole Filmowej w Warszawie, gdzie rozwijała swoje zainteresowania artystyczne. 12 lipca 2019 roku ukazał się jej debiutancki singiel pt. „Wielki wybuch”.

## Dyskografia
Single
| Rok                                                       | Tytuł                                        | Najwyższe pozycje na listach | Album |
| Rok                                                       | Tytuł                                        | POL (iTunes)                 | Album |
| --------------------------------------------------------- | -------------------------------------------- | ---------------------------- | ----- |
| 2020                                                      | „Wielki wybuch”                              | 42                           | –     |
| 2020                                                      | „Kampinos”                                   | –                            | –     |
| 2020                                                      | „Tańczmy”                                    | –                            | –     |
| 2021                                                      | „Nie wiem jak”                               | –                            | –     |
| 2023                                                      | „Ty jesteś dla mnie” (oraz Mateusz Łopaciuk) | –                            | –     |
| „–” oznacza, że singiel nie był notowany na danej liście. |                                              |                              |       |